# 長鰭柔麗鯛
長鰭柔麗鯛，為輻鰭魚綱鱸形目隆頭魚亞目慈鯛科的其中一種，分布於非洲馬拉威湖、Malombe河流域，體長可達14.5公分，棲息在具有沉積物且水藻生長的水域，以水底有機物為食，生活習性不明，可作為觀賞魚。

## 擴展閱讀
1. ↑  Konings, A.; Kazembe, J. . The IUCN Red List of Threatened Species. 2019, 2019: e.T60984A155047316  [15 November 2021]. doi:10.2305/IUCN.UK.2018-2.RLTS.T60984A155047316.en .

 維基物種上的相關：長鰭柔麗鯛